# Chris Drury
Christopher Ellis „Chris“ Drury (* 20. August 1976 in Trumbull, Connecticut) ist ein ehemaliger US-amerikanischer Eishockeyspieler und derzeitiger -funktionär. Zwischen 1998 und 2011 bestritt der Center über 800 Partien für die Colorado Avalanche, Calgary Flames, Buffalo Sabres und New York Rangers in der National Hockey League. Im Trikot der Avalanche erhielt er 1999 die Calder Memorial Trophy als bester Rookie der Liga und gewann mit dem Team in den Playoffs 2001 den Stanley Cup. Für Calgary war er nur eine Saison aktiv, ehe er sowohl die Sabres wie auch die Rangers als Mannschaftskapitän anführte. Mit der Nationalmannschaft der USA nahm er an zahlreichen internationalen Turnieren teil, darunter die Olympischen Winterspiele 2002, 2006 und 2010, wobei er für sein Heimatland zwei Silbermedaillen errang.
Seit 2015 ist Drury im Management der New York Rangers tätig und leitet die Geschicke des Teams seit Mai 2021 als General Manager. Sein älterer Bruder Ted Drury war ebenfalls professioneller Eishockeyspieler.

## Karriere

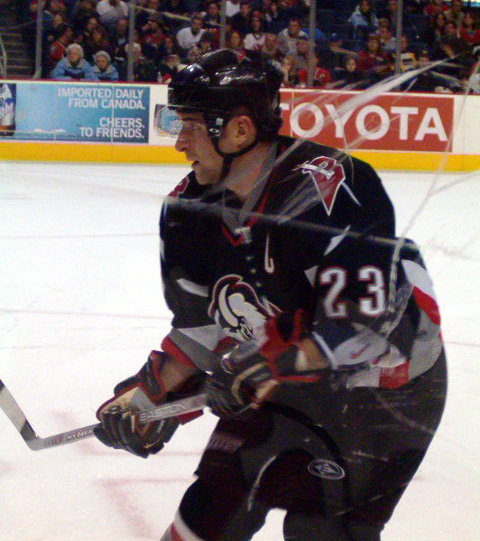
Drury im Trikot der Buffalo Sabres

Drury wurde im NHL Entry Draft 1994 in der dritten Runde als 72. von den Québec Nordiques ausgewählt. Drury spielte noch vier Jahre an der Boston University. Hier ging er gemeinsam mit anderen späteren NHL-Spielern wie Mike Grier und Tom Poti aufs Eis. Im Jahr 1998 gewann er den Hobey Baker Memorial Award als bester Spieler der Saison.
Im folgenden Jahr gelang ihm der Sprung in die National Hockey League. Nachdem das Team aus Quebec mittlerweile nach Denver im Bundesstaat Colorado umgezogen war, spielte er bei der Colorado Avalanche. In seiner Debütsaison erzielte er 44 Punkte in der regulären Saison und acht in den Play-offs, was ihm die Calder Memorial Trophy als bester Rookie einbrachte. 2001 gewann er mit der Colorado Avalanche den Stanley Cup. Kurz vor Beginn der Saison 2002/03 wollte sich die Avalanche in der Verteidigung verstärken. Um Derek Morris von den Calgary Flames zu verpflichten, wurde ein größeres Tauschgeschäft ausgehandelt, dass Drury nach Calgary brachte. 2002 gewann er bei den Olympischen Winterspielen die Silbermedaille.
In der NHL zog es ihn nach einer Saison weiter zu den Buffalo Sabres. Erfolgreich war für ihn dort das Jahr 2006. Er nahm an den Olympischen Winterspielen teil und war mit den Sabres in den Playoffs erfolgreich. 2006/07 spielte Drury seine beste Saison und zog wie im Vorjahr mit den Sabres ins Finale der Eastern Conference ein.
Nachdem die Buffalo Sabres seinen Vertrag nicht verlängerten, wechselte Drury zu den New York Rangers und unterschrieb dort einen Fünfjahresvertrag. In der Zwischenzeit nahm er an den Olympischen Winterspielen 2010 teil und gewann mit dem Team USA die Silbermedaille. Nach vier Spielzeiten bei den Rangers wurde der mittlerweile zum Mannschaftskapitän gewählte Drury aus seinem noch ein Jahr gültigen Vertrag freigekauft (buy-out). Im August 2011 erklärte er seine Spielerkarriere für beendet.
Zur Saison 2015/16 kehrte er als Director of Player Development ins Management der New York Rangers zurück, ehe er ab September 2016 die Funktion des Assistenten von General Manager Jeff Gorton übernahm. Im Mai 2021 trat er schließlich dessen Nachfolge als „GM“ an, als Gorton entlassen wurde.

## Erfolge und Auszeichnungen
| - 1995 Beanpot-Tournament-Gewinn mit der Boston University - 1995 Lamoriello-Trophy-Gewinn mit der Boston University - 1995 NCAA-Division-I-Championship mit der Boston University - 1996 Beanpot-Tournament-Gewinn mit der Boston University - 1996 Hockey East Second All-Star Team - 1996 NCAA East Second All-American Team - 1997 Beanpot-Tournament-Gewinn mit der Boston University - 1997 Lamoriello-Trophy-Gewinn mit der Boston University - 1997 Hockey East Second All-Star Team - 1997 Hockey East Player of the Year - 1997 NCAA Championship All-Tournament Team - 1997 NCAA East First All-American Team | - 1998 Beanpot-Tournament-Gewinn mit der Boston University - 1998 Hockey East First All-Star Team - 1998 Hockey East Best Defensive Forward - 1998 Hockey East Player of the Year - 1998 NCAA East First All-American Team - 1998 Hobey Baker Memorial Award - 1999 Calder Memorial Trophy - 1999 NHL All-Rookie Team - 2001 Stanley-Cup-Gewinn mit der Colorado Avalanche - 2008 Victoria-Cup-Gewinn mit den New York Rangers - 2015 Aufnahme in die United States Hockey Hall of Fame |

### International
- 2002 Silbermedaille bei den Olympischen Winterspielen
- 2004 Bronzemedaille bei der Weltmeisterschaft
- 2010 Silbermedaille bei den Olympischen Winterspielen

## Karrierestatistik

### International
Vertrat die USA bei:
| - Junioren-Weltmeisterschaft 1996 - Weltmeisterschaft 1997 - Weltmeisterschaft 1998 - Olympischen Winterspielen 2002 | - Weltmeisterschaft 2004 - World Cup of Hockey 2004 - Olympischen Winterspielen 2006 - Olympischen Winterspielen 2010 |

(Legende zur Spielerstatistik: Sp oder GP = absolvierte Spiele; T oder G = erzielte Tore; V oder A = erzielte Assists; Pkt oder Pts = erzielte Scorerpunkte; SM oder PIM = erhaltene Strafminuten; +/− = Plus/Minus-Bilanz; PP = erzielte Überzahltore; SH = erzielte Unterzahltore; GW = erzielte Siegtore; 1 Play-downs/Relegation; Kursiv: Statistik nicht vollständig)